# Leichtathletik-Weltmeisterschaften 2007/200 m der Frauen

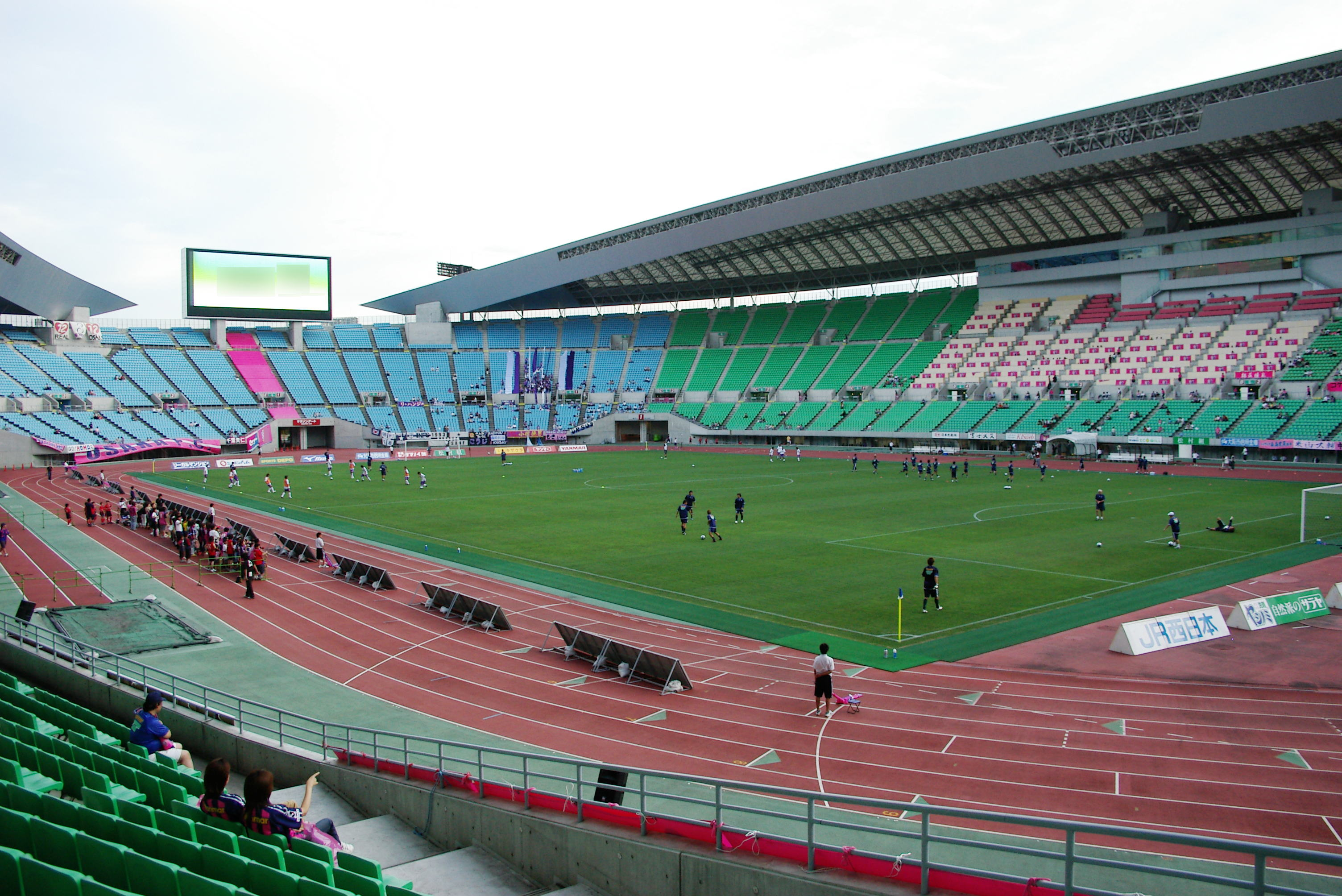
Das Nagai-Stadion in Osaka im Jahr 2004

Der 200-Meter-Lauf der Frauen bei den Leichtathletik-Weltmeisterschaften 2007 wurde vom 29. bis 31. August im Nagai-Stadion der japanischen Stadt Osaka ausgetragen.
Weltmeisterin wurde die US-amerikanische Titelverteidigerin und Olympiazweite von 2004 Allyson Felix, die hier in Osaka in beiden Staffelwettbewerben zwei weitere Goldmedaillen errang.

Sie gewann vor der aktuellen Olympiasiegerin Veronica Campbell aus Jamaika, die vier Tage zuvor den 100-Meter-Lauf für sich entschieden hatte und hier als Mitglied der 4-mal-100-Meter-Staffel ihres Landes eine zweite Silbermedaille gewann. Über 100 Meter war sie außerdem Olympiadritte von 2004 und Vizeweltmeisterin von 2005. Mit der jamaikanischen Sprintstaffel hatte sie 2004 Olympiagold, 2000 Olympiabronze und 2005 WM-Silber gewonnen.

Bronze ging an die Olympiazweite von 2004, Vizeweltmeisterin von 1997 und dreifache Asienmeisterin (1995/2002/2007) Susanthika Jayasinghe aus Sri Lanka, die darüber hinaus über 100 Meter in den Jahren 2002 und 2007 ebenfalls Asienmeisterin war.

## Bestehende Rekorde
| Weltrekord               | 21,34 s | Florence Griffith-Joyner | OS Seoul, Südkorea      | 29. September 1988 |
| Weltmeisterschaftsrekord | 21,74 s | Silke Gladisch           | WM 1987 in Rom, Italien | 3. September 1987  |

Auch bei diesen Weltmeisterschaften hatte der seit 1987 bestehende WM-Rekord weiter Bestand.
Es gab eine neue Weltjahresbestleistung und einen neuen Landesrekord.
- Weltjahresbestleistung: 21,81 s – Allyson Felix (USA), Finale am 31. August (Wind: +1,7 m/s)
- Landesrekord: 24,52 s – Kirsten Nieuwendam (Suriname), 4. Vorlauf am 29. August (Wind: −0,8 m/s)

## Vorrunde
Die Vorrunde wurde in sechs Läufen durchgeführt. Die ersten vier Athletinnen pro Lauf – hellblau unterlegt – sowie die darüber hinaus acht zeitschnellsten Läuferinnen – hellgrün unterlegt – qualifizierten sich für das Viertelfinale.

### Vorlauf 1
29. August 2007, 10:40 Uhr
Wind: +1,1 m/s
| Platz | Name                  | Nation                   | Zeit (s) |
| ----- | --------------------- | ------------------------ | -------- |
| 1     | Allyson Felix         | USA                      | 22,50    |
| 2     | Susanthika Jayasinghe | Sri Lanka                | 22,55    |
| 3     | Sherry Fletcher       | Grenada                  | 22,94    |
| 4     | Roxana Díaz           | Kuba                     | 23,06    |
| 5     | Tahesia Harrigan      | Britische Jungferninseln | 23,46    |
| 6     | Myriam Léonie Mani    | Kamerun                  | 23,66    |
| DNS   | Fabienne Feraez       | Benin                    |          |

### Vorlauf 2

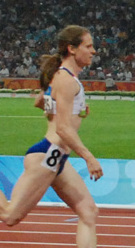
Emily Freeman – nach Fehlstart disqualifiziert

29. August 2007, 10:48 Uhr
Wind: −0,2 m/s
| Platz | Name                    | Nation         | Zeit (s)                    |
| ----- | ----------------------- | -------------- | --------------------------- |
| 1     | LaShauntea Moore        | USA            | 22,93                       |
| 2     | Debbie McKenzie         | Bahamas        | 23,07                       |
| 3     | Jelena Bolsun           | Russland       | 23,11                       |
| 4     | Zudikey Rodríguez       | Mexiko         | 23,96                       |
| 5     | Kay Khine Lwin          | Myanmar        | 24,50                       |
| 6     | Abdikarim Sheikh Fowzio | Somalia        | 30,87                       |
| DSQ   | Emily Freeman           | Großbritannien | IAAF Rule 162.7 – Fehlstart |
| DNS   | Ruqaya Al Ghasra        | Bahrain        |                             |

### Vorlauf 3

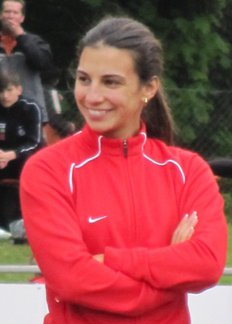
Gretta Taslakian schied als Sechste ihres Vorlaufs aus

29. August 2007, 10:56 Uhr
Wind: +1,9 m/s
| Platz | Name                      | Nation                       | Zeit (s) |
| ----- | ------------------------- | ---------------------------- | -------- |
| 1     | Tesdschan Naimowa         | Bulgarien                    | 22,84    |
| 2     | LaVerne Jones             | Amerikanische Jungferninseln | 23,03    |
| 3     | Julija Tschermoschanskaja | Russland                     | 23,21    |
| 4     | Iryna Shtanhyeyeva        | Ukraine                      | 23,23    |
| 5     | Geraldine Pillay          | Südafrika                    | 23,39    |
| 6     | Gretta Taslakian          | Libanon                      | 24,35    |
| DNS   | Monika Bejnar             | Polen                        |          |

### Vorlauf 4
29. August 2007, 11:04 Uhr
Wind: −0,8 m/s
| Platz | Name                | Nation         | Zeit (s) |
| ----- | ------------------- | -------------- | -------- |
| 1     | Sanya Richards      | USA            | 22,74    |
| 2     | Cydonie Mothersille | Cayman Islands | 22,86    |
| 3     | Aleen Bailey        | Jamaika        | 22,94    |
| 4     | Vida Anim           | Ghana          | 23,16    |
| 5     | Goʻzal Xubbiyeva    | Usbekistan     | 23,25    |
| 6     | Louise Ayétotché    | Elfenbeinküste | 23,34    |
| 7     | Ewelina Klocek      | Polen          | 23,38    |
| 8     | Kirsten Nieuwendam  | Suriname       | 24,52 NR |

### Vorlauf 5
29. August 2007, 11:12 Uhr
Wind: +0,8 m/s
| Platz | Name                  | Nation              | Zeit (s) |
| ----- | --------------------- | ------------------- | -------- |
| 1     | Muriel Hurtis-Houairi | Frankreich          | 22,83    |
| 2     | Kim Gevaert           | Belgien             | 22,91    |
| 3     | Virgil Hodge          | St. Kitts und Nevis | 23,00    |
| 4     | Cathleen Tschirch     | Deutschland         | 23,30    |
| 5     | Felipa Palacios       | Kolumbien           | 23,32    |
| 6     | Olena Tschebanu       | Ukraine             | 23,40    |
| 7     | Kadiatou Camara       | Mali                | 23,48    |

### Vorlauf 6
29. August 2007, 11:20 Uhr
Wind: +0,2 m/s
| Platz | Name                  | Nation         | Zeit (s) |
| ----- | --------------------- | -------------- | -------- |
| 1     | Veronica Campbell     | Jamaika        | 22,87    |
| 2     | Torri Edwards         | USA            | 22,90    |
| 3     | Joice Maduaka         | Großbritannien | 23,22    |
| 4     | Amandine Allou Affoué | Elfenbeinküste | 23,24    |
| 5     | Natalia Rusakowa      | Russland       | 23,24    |
| 6     | Ionela Târlea         | Rumänien       | 23,48    |
| 7     | Sakie Nobuoka         | Japan          | 23,74    |

## Viertelfinale
Aus den vier Viertelfinalläufen qualifizierten sich die jeweils ersten vier Athletinnen – hellblau unterlegt – für das Halbfinale.

### Viertelfinallauf 1
29. August 2007, 19:35 Uhr
Wind: −0,2 m/s
| Platz | Name                      | Nation                       | Zeit (s) |
| ----- | ------------------------- | ---------------------------- | -------- |
| 1     | Sanya Richards            | USA                          | 22,31    |
| 2     | Susanthika Jayasinghe     | Sri Lanka                    | 22,55    |
| 3     | Virgil Hodge              | St. Kitts und Nevis          | 22,84    |
| 4     | LaVerne Jones             | Amerikanische Jungferninseln | 23,03    |
| 5     | Julija Tschermoschanskaja | Russland                     | 23,15    |
| 6     | Olena Tschebanu           | Ukraine                      | 23,21    |
| 7     | Felipa Palacios           | Kolumbien                    | 23,24    |
| 8     | Cathleen Tschirch         | Deutschland                  | 23,50    |

Im ersten Viertelfinalrennen ausgeschiedene Sprinterinnen:

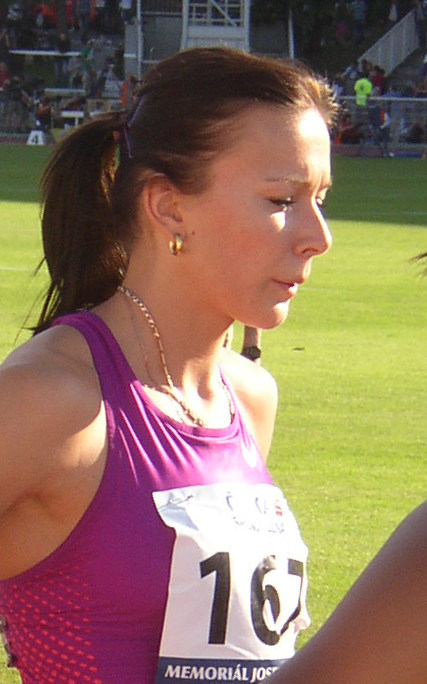
Julija Tschermoschanskaja Rang fünf in 23,15 s
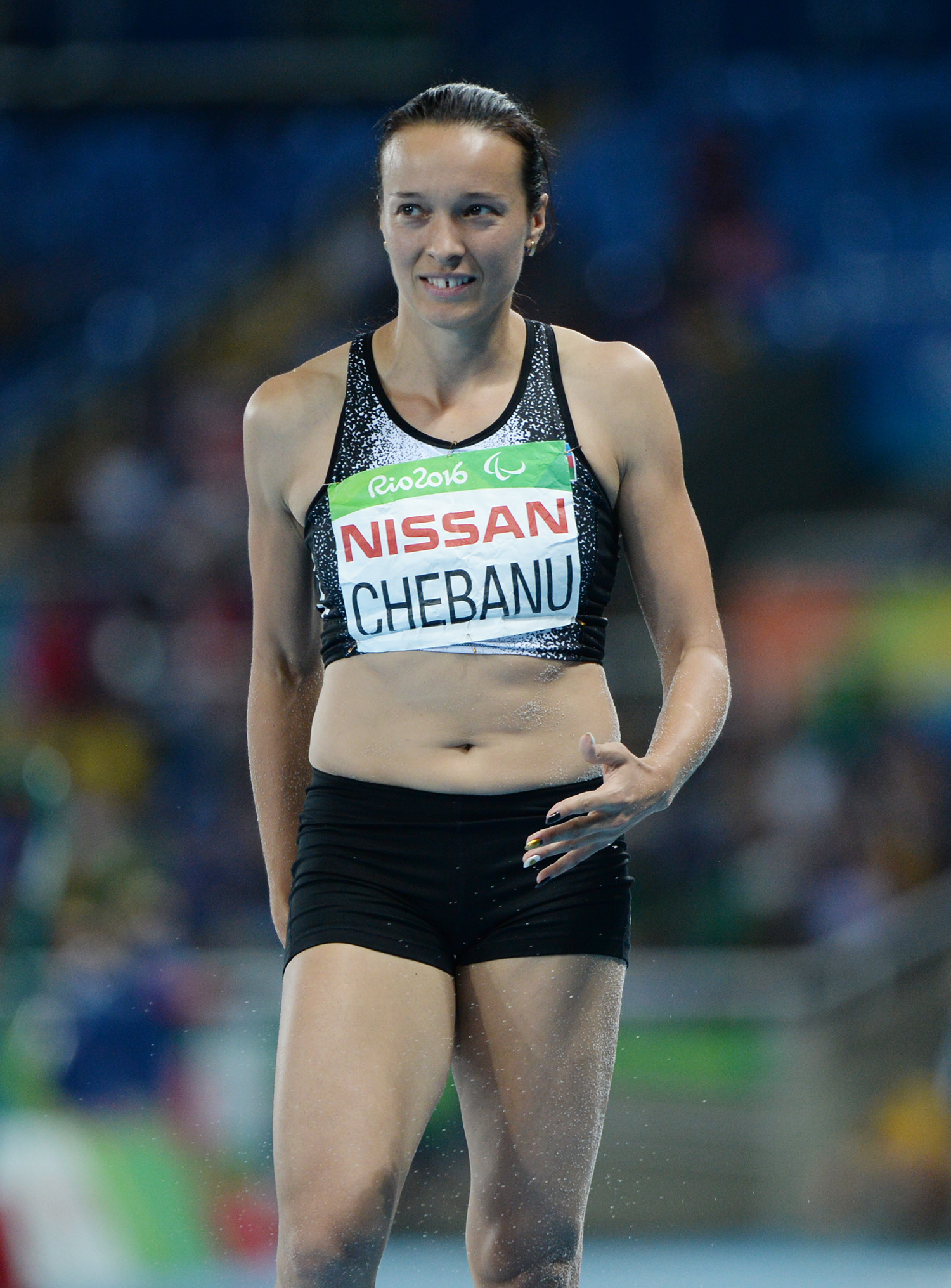
Elena Chebanu Rang sechs in 23,21 s
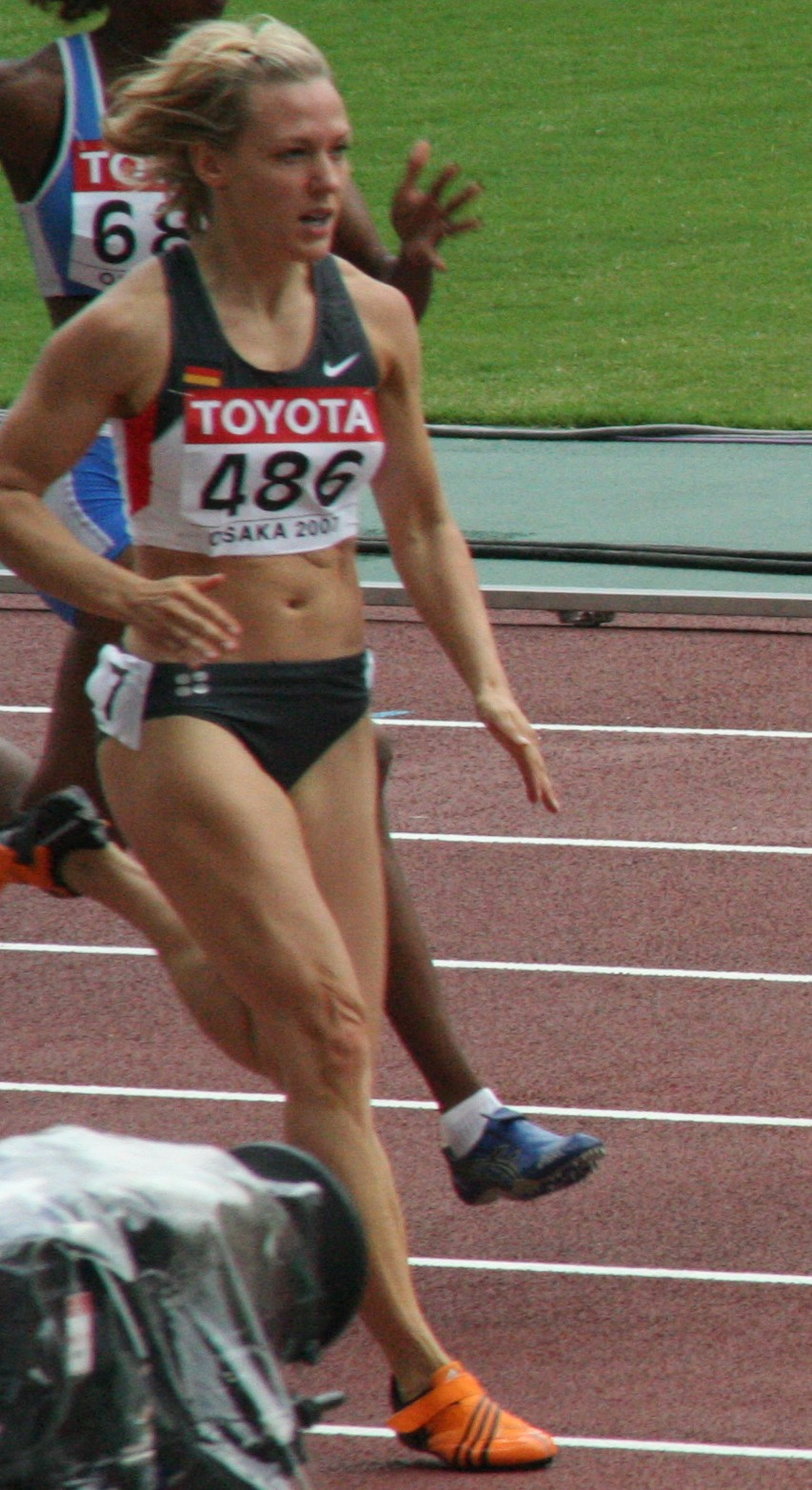
Cathleen Tschirch Rang acht in 23,50 s

### Viertelfinallauf 2

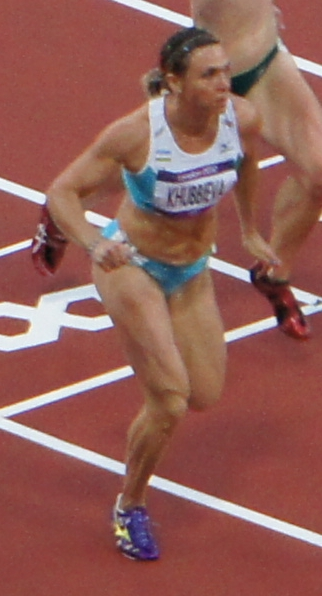
Guzel Khubbieva verfehlte das Halbfinale um einen Rang
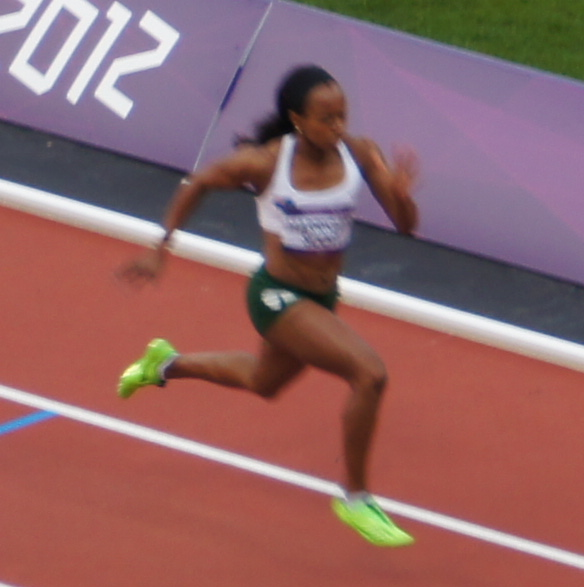
Für Tahesia Harrigan war der Wettkampf nach Platz sechs im zweiten Viertelfinale beendet

29. August 2007, 19:42 Uhr
Wind: +0,7 m/s
| Platz | Name                | Nation                   | Zeit (s) |
| ----- | ------------------- | ------------------------ | -------- |
| 1     | Allyson Felix       | USA                      | 22,61    |
| 2     | Jelena Bolsun       | Russland                 | 22,80    |
| 3     | Cydonie Mothersille | Cayman Islands           | 22,84    |
| 4     | Kim Gevaert         | Belgien                  | 22,96    |
| 5     | Goʻzal Xubbiyeva    | Usbekistan               | 23,28    |
| 6     | Tahesia Harrigan    | Britische Jungferninseln | 23,52    |
| 7     | Joice Maduaka       | Großbritannien           | 23,62    |
| 8     | Zudikey Rodríguez   | Mexiko                   | 24,31    |

### Viertelfinallauf 3

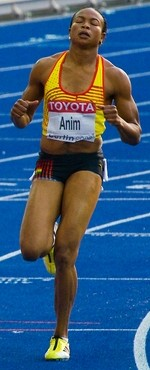
Vida Anim schaffte es als Siebte ihres Viertelfinales nicht in die nächste Runde

29. August 2007, 19:49 Uhr
Wind: −0,4 m/s
| Platz | Name               | Nation         | Zeit (s) |
| ----- | ------------------ | -------------- | -------- |
| 1     | Veronica Campbell  | Jamaika        | 22,55    |
| 2     | Torri Edwards      | USA            | 22,62    |
| 3     | Tesdschan Naimowa  | Bulgarien      | 22,87    |
| 4     | Sherry Fletcher    | Grenada        | 23,02    |
| 5     | Iryna Shtanhyeyeva | Ukraine        | 23,17    |
| 6     | Ewelina Klocek     | Polen          | 23,26    |
| 7     | Vida Anim          | Ghana          | 23,47    |
| 8     | Louise Ayétotché   | Elfenbeinküste | 23,60    |

### Viertelfinallauf 4

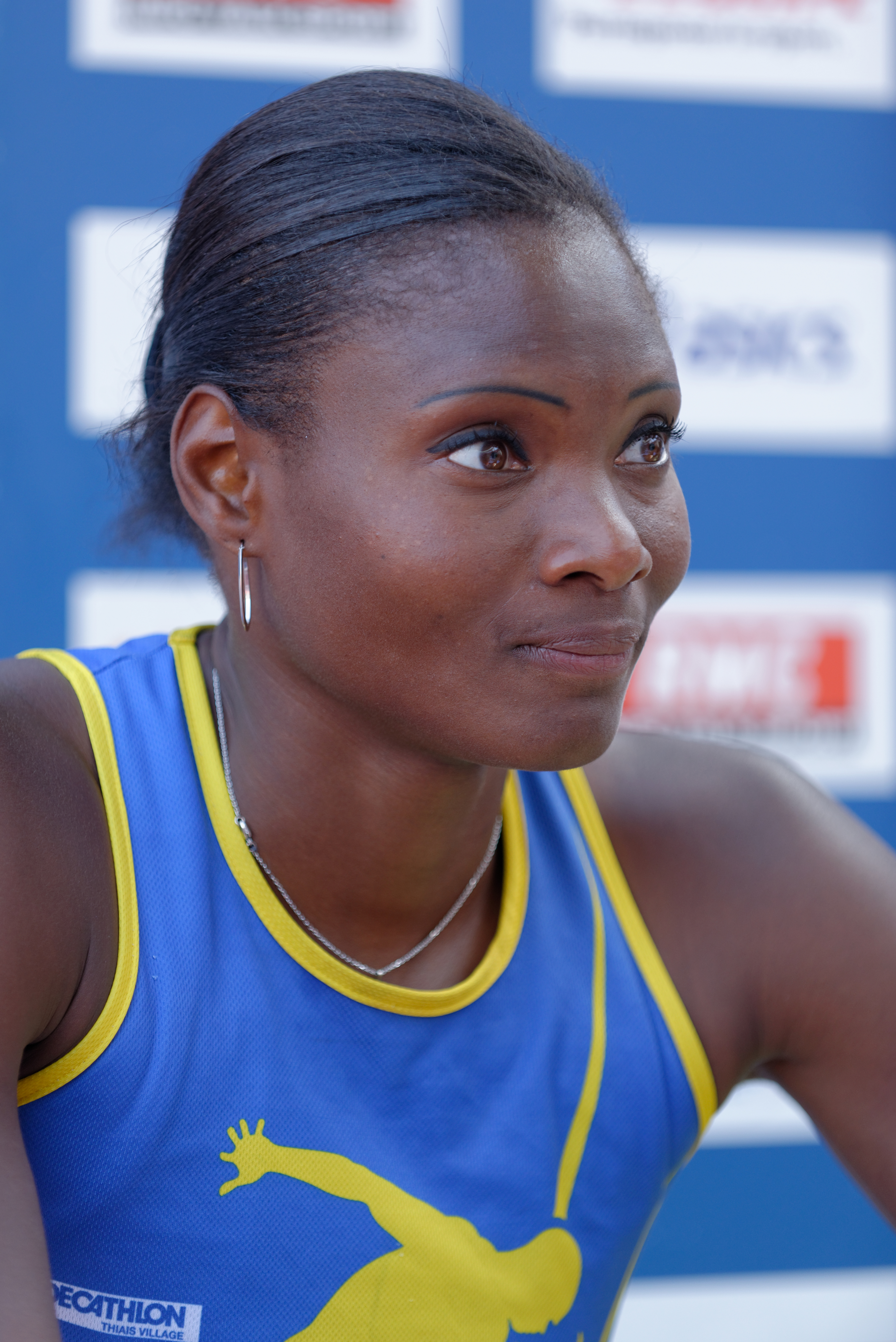
Muriel Hurtis-Houairi fehlten fünf Hundertstelsekunden, um als Vierte ihres Viertelfinales im Halbfinale dabei zu sein

29. August 2007, 19:56 Uhr
Wind: −0,5 m/s
| Platz | Name                  | Nation         | Zeit (s) |
| ----- | --------------------- | -------------- | -------- |
| 1     | Aleen Bailey          | Jamaika        | 22,60    |
| 2     | LaShauntea Moore      | USA            | 22,71    |
| 3     | Roxana Díaz           | Kuba           | 22,79    |
| 4     | Debbie McKenzie       | Bahamas        | 22,81    |
| 5     | Muriel Hurtis-Houairi | Frankreich     | 22,86    |
| 6     | Natalia Rusakowa      | Russland       | 22,97    |
| 7     | Amandine Allou Affoué | Elfenbeinküste | 23,46    |
| 8     | Geraldine Pillay      | Südafrika      | 23,55    |

## Halbfinale
Aus den beiden Halbfinalläufen qualifizierten sich die jeweils ersten vier Athletinnen – hellblau unterlegt – für das Finale.

### Halbfinallauf 1

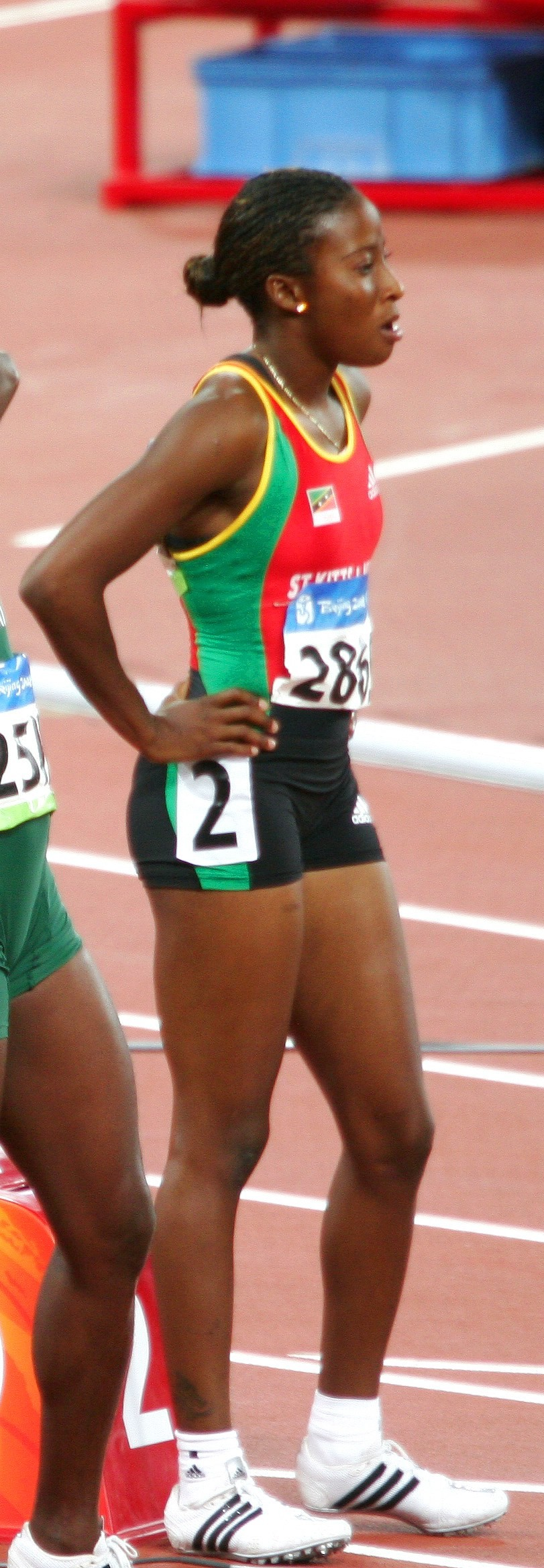
Mit einer Zeit von mehr als 23 Sekunden war eine Teilnahme am Finale für Virgil Hodge nicht möglich
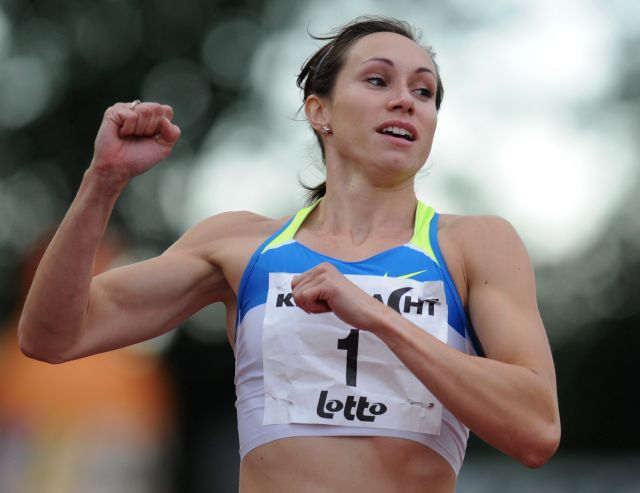
Die 100-Meter-Fünfte Kim Gevaert trat zu ihrem Semifinale nicht an

30. August 2007, 22:00 Uhr
Wind: +0,8 m/s
| Platz | Name                | Nation              | Zeit (s) |
| ----- | ------------------- | ------------------- | -------- |
| 1     | Allyson Felix       | USA                 | 22,21    |
| 2     | Veronica Campbell   | Jamaika             | 22,44    |
| 3     | Torri Edwards       | USA                 | 22,51    |
| 4     | Cydonie Mothersille | Cayman Islands      | 22,78    |
| 5     | Sherry Fletcher     | Grenada             | 22,96    |
| 6     | Jelena Bolsun       | Russland            | 23,01    |
| 7     | Virgil Hodge        | St. Kitts und Nevis | 23,06    |
| DNS   | Kim Gevaert         | Belgien             |          |

### Halbfinallauf 2

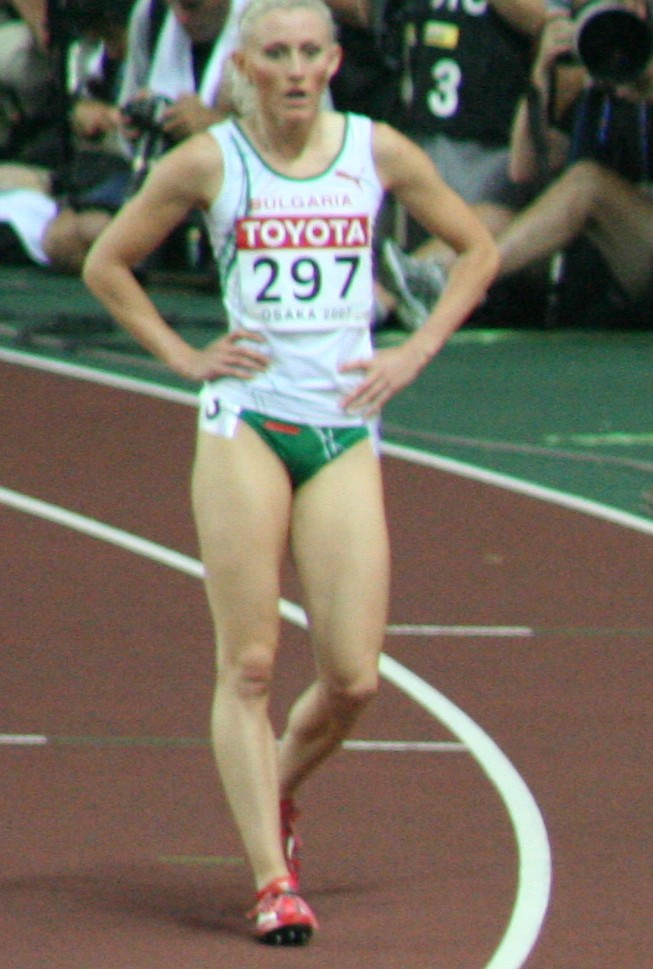
Tesdschan Naimowa erreichte das Halbfinale und schied hier als Fünfte ihres Rennens aus
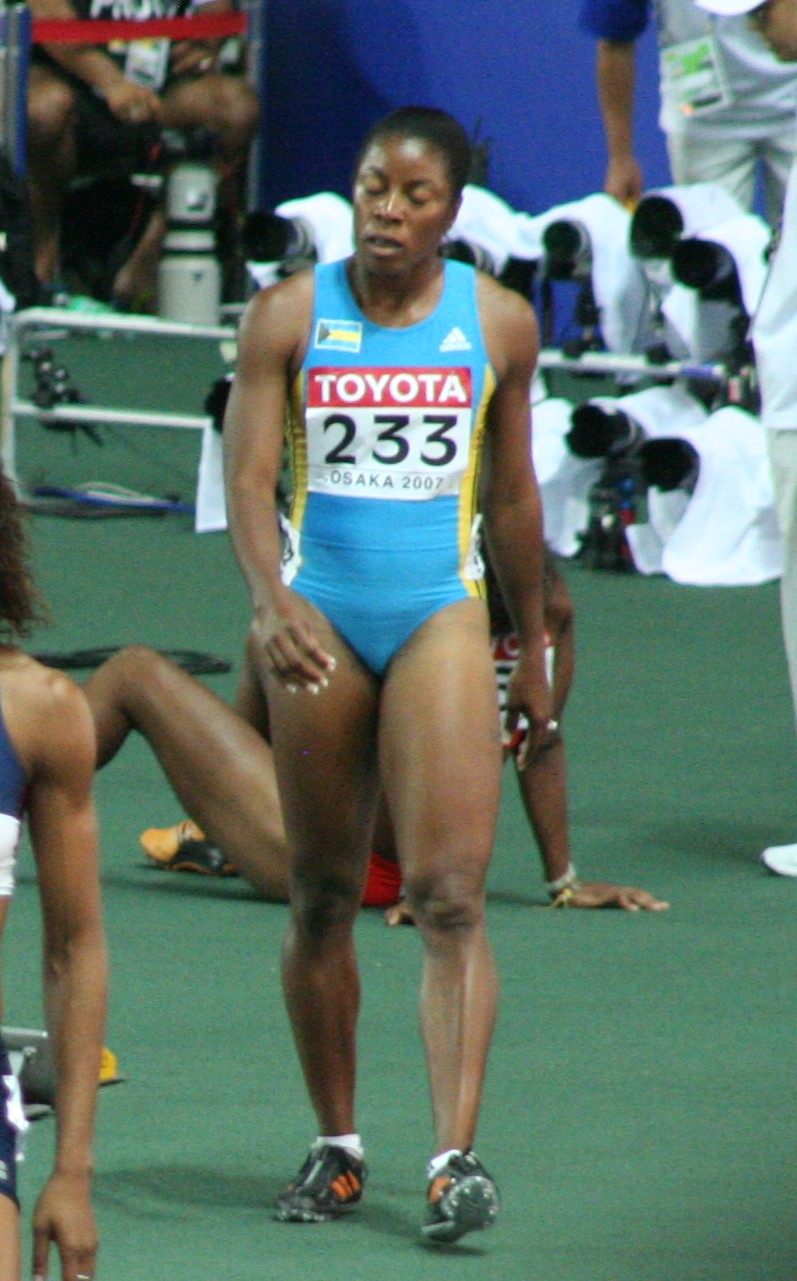
Für Debbie McKenzie, frühere Debbie Ferguson, u  a. Weltmeisterin von 2001, war hier im Halbfinale Endstation
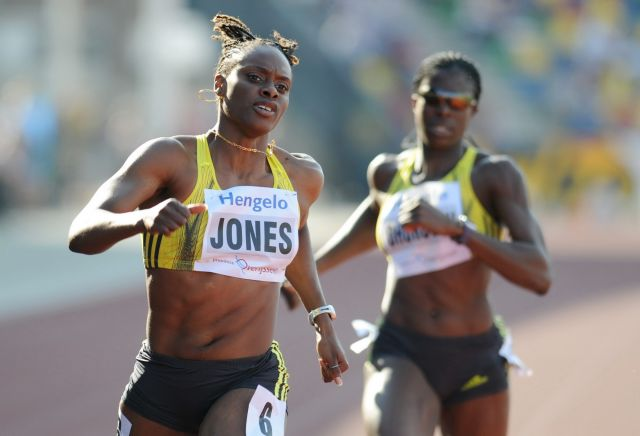
LaVerne Jones – Rang acht im zweiten Semifinale und damit nicht im Endlauf

30. August 2007, 22:08 Uhr
Wind: −0,4 m/s
| Platz | Name                  | Nation                       | Zeit (s) |
| ----- | --------------------- | ---------------------------- | -------- |
| 1     | Sanya Richards        | USA                          | 22,50    |
| 2     | Aleen Bailey          | Jamaika                      | 22,65    |
| 3     | Susanthika Jayasinghe | Sri Lanka                    | 22,66    |
| 4     | LaShauntea Moore      | USA                          | 22,73    |
| 5     | Tesdschan Naimowa     | Bulgarien                    | 22,88    |
| 6     | Roxana Díaz           | Kuba                         | 22,98    |
| 7     | Debbie McKenzie       | Bahamas                      | 23,27    |
| 8     | LaVerne Jones         | Amerikanische Jungferninseln | 23,34    |

## Finale
31. August 2007, 21:15 Uhr
Wind: +1,7 m/s
| Platz | Name                  | Nation         | Zeit (s) |
| ----- | --------------------- | -------------- | -------- |
| 1     | Allyson Felix         | USA            | 21,81 WL |
| 2     | Veronica Campbell     | Jamaika        | 22,34    |
| 3     | Susanthika Jayasinghe | Sri Lanka      | 22,63    |
| 4     | Torri Edwards         | USA            | 22,65    |
| 5     | Sanya Richards        | USA            | 22,70    |
| 6     | Aleen Bailey          | Jamaika        | 22,72    |
| 7     | LaShauntea Moore      | USA            | 22,97    |
| 8     | Cydonie Mothersille   | Cayman Islands | 23,08    |

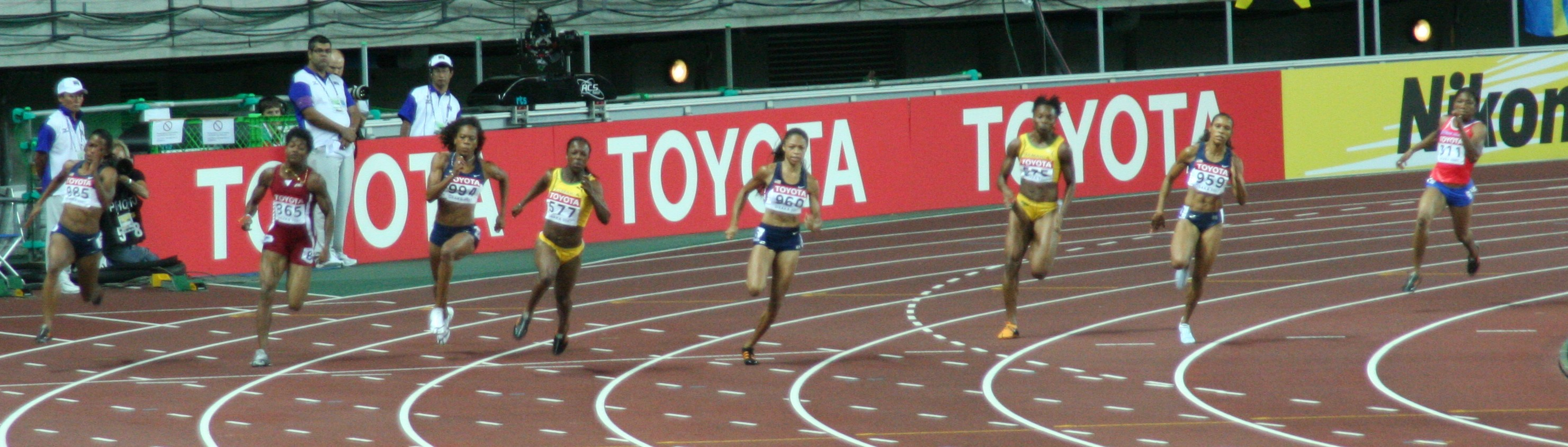
Das Finale ausgangs der Zielkurve (v. l. n. r.): LaShauntea Moore, Susanthika Jayasinghe, Sanya Richards, Veronica Campbell, Allyson Felix, Aleen Bailey, Torri Edwards, Cydonie Mothersille

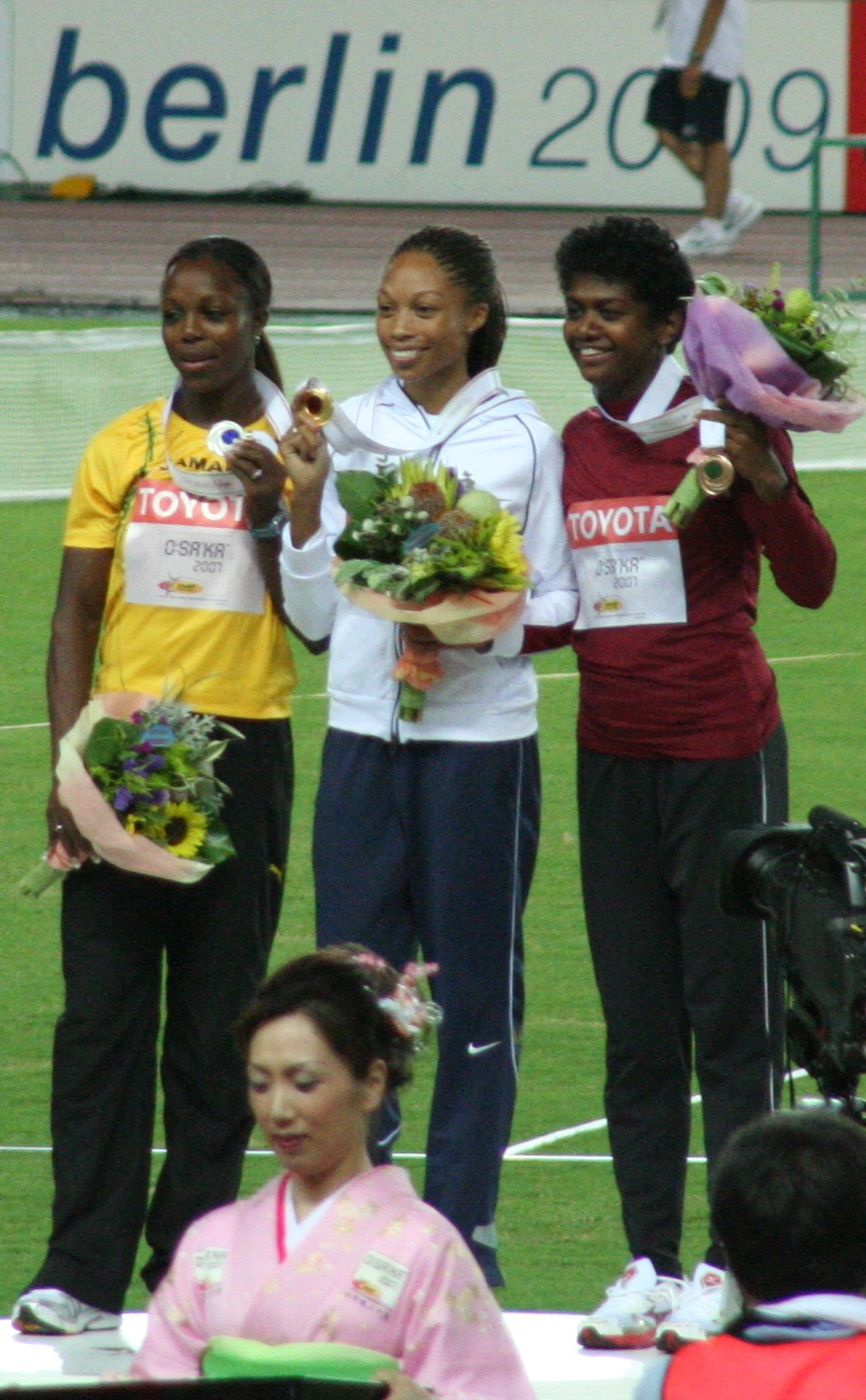
Siegerehrung für die Medaillengewinnerinnen
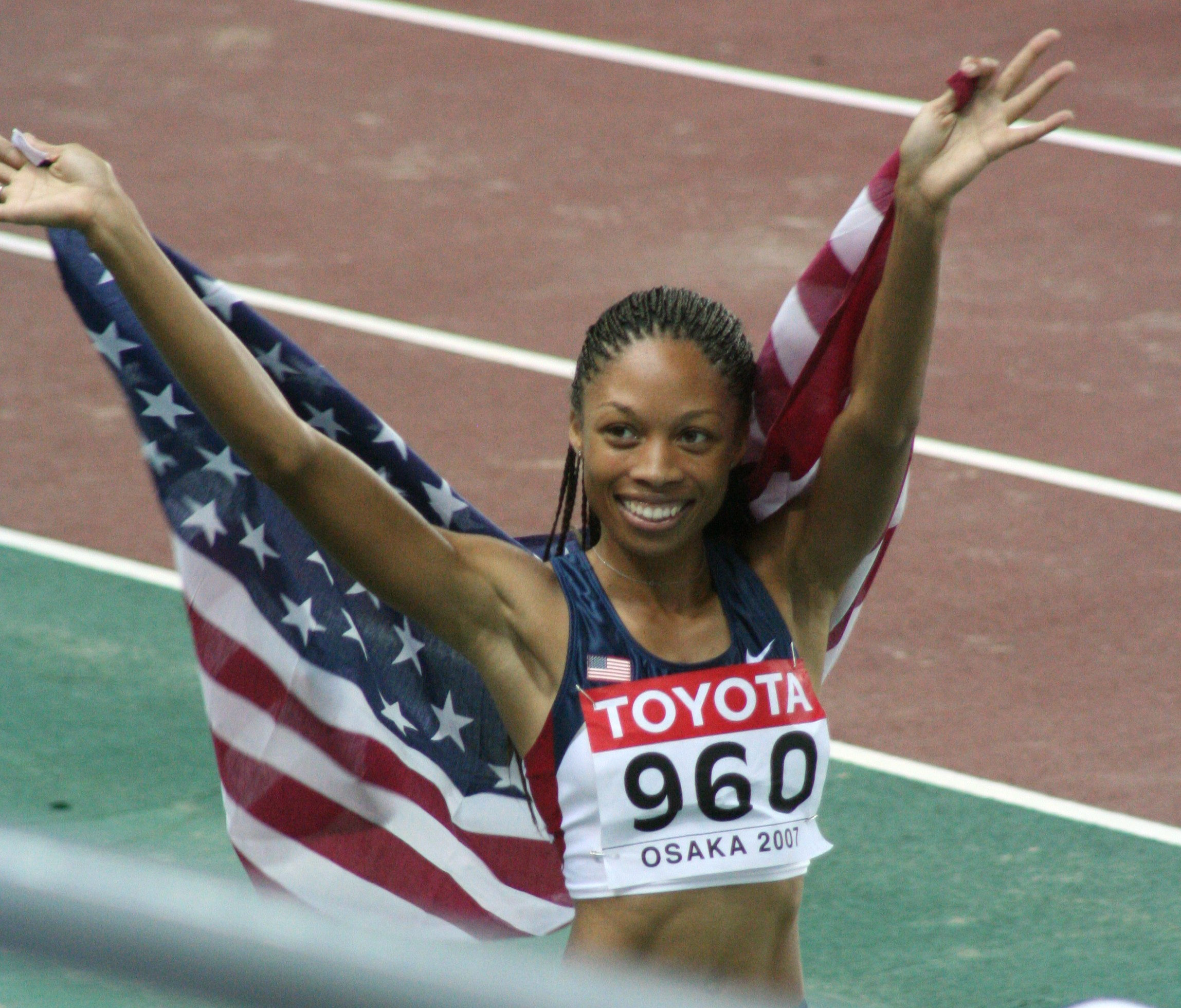
Die Titelverteidigerin Allyson Felix nach dem Rennen – für die Weltmeisterin gab es noch zweimal Gold in den Staffeln
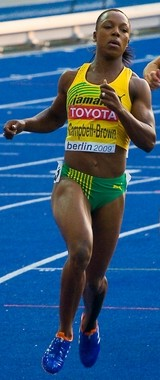
Vizeweltmeisterin Veronica Campbell, Siegerin über 100 Meter, gewann mit der 4-mal-100-Meter-Staffel eine weitere Silbermedaille
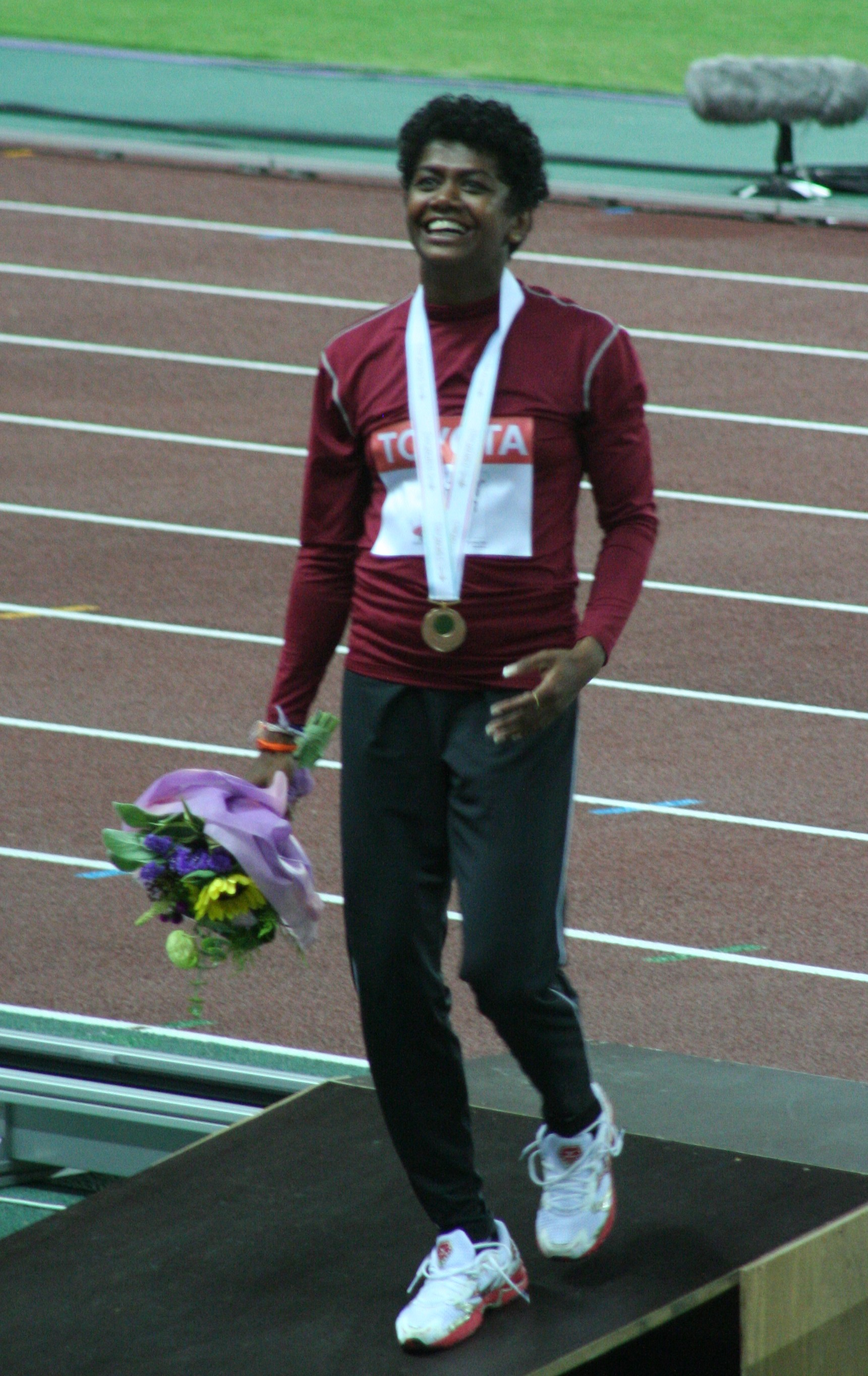
Bronzemedaillengewinnerin Susanthika Jayasinghe – sie war 1997 bereits Vizeweltmeisterin und 2004 Olympiazweite
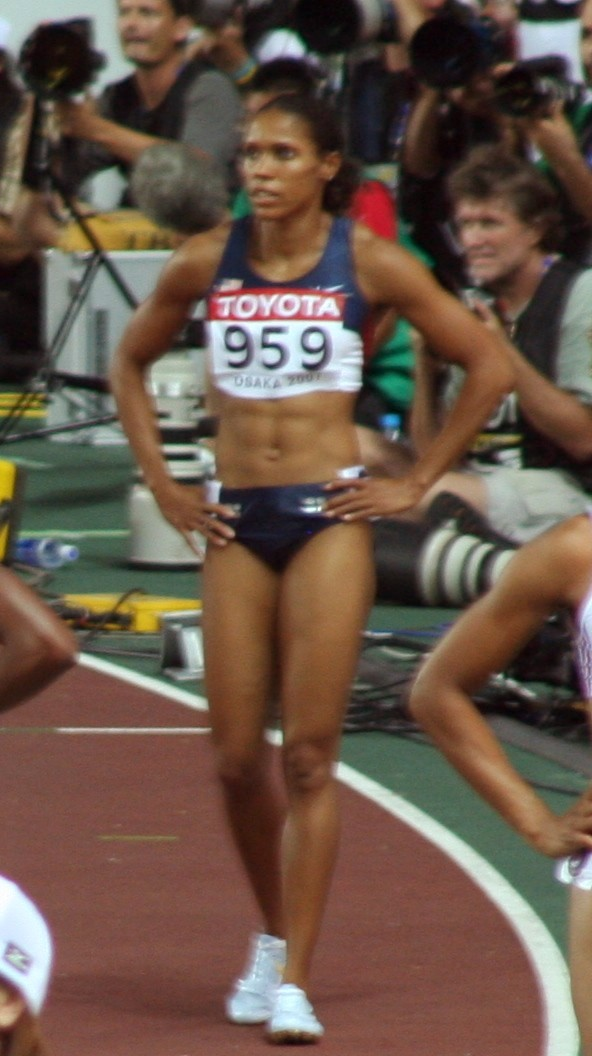
Torri Edwards – Vierte über 100 und 200 Meter
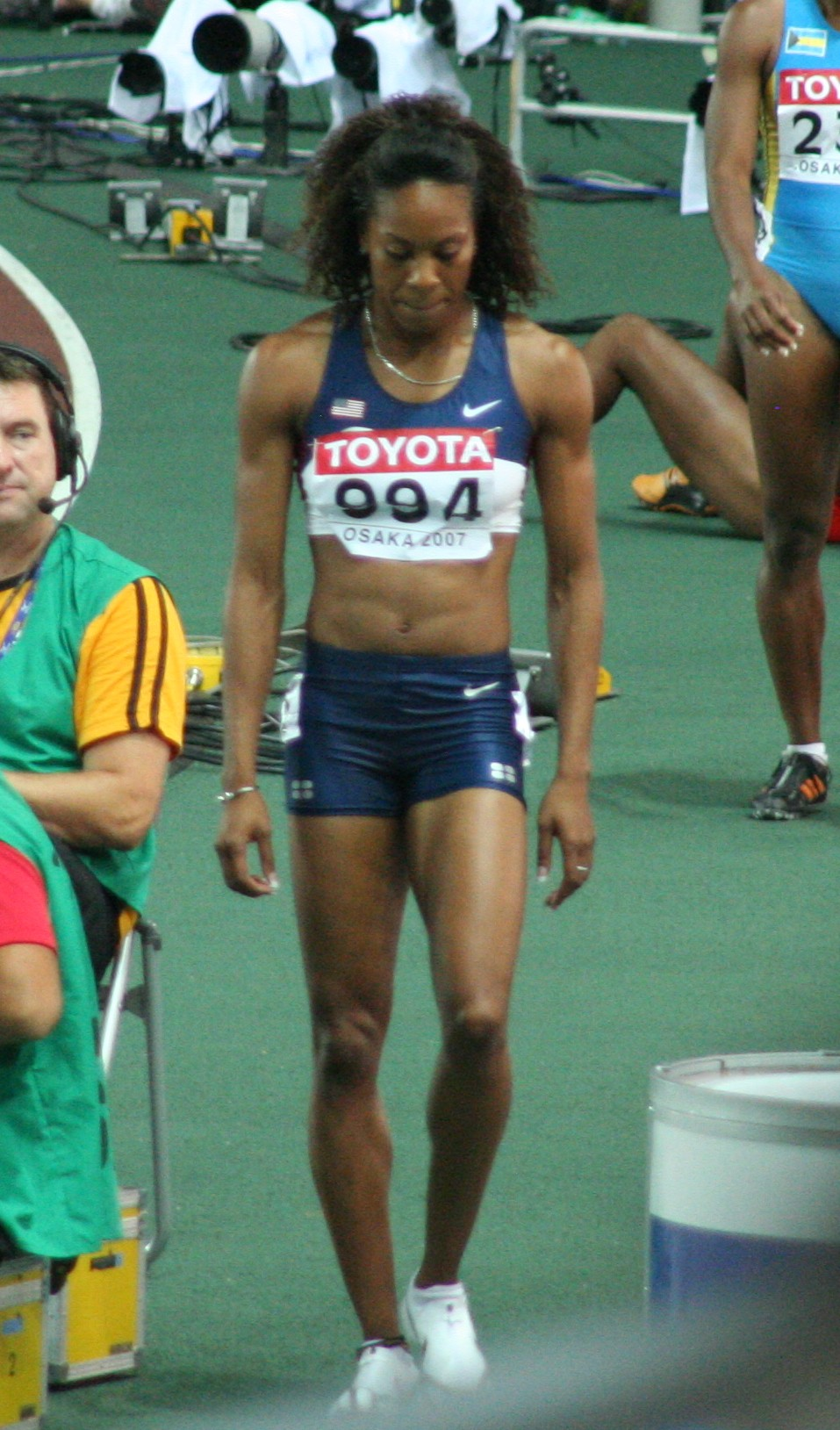
Sanya Richards, 2005 Vizeweltmeisterin über 400 Meter, blieb in diesem Rennen ohne Medaille, gewann aber am Schlusstag Gold mit der 4-mal-400-Meter-Staffel
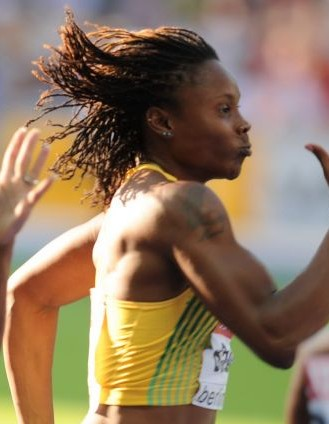
Aleen Bailey erreichte Platz sechs
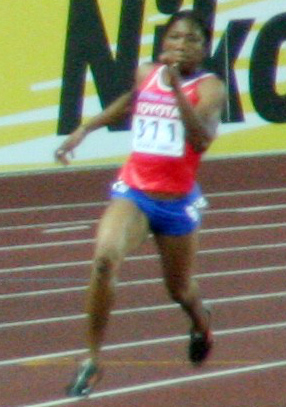
Die achtplatzierte Cydonie Mothersille

## Video
- Women's 200m final - Osaka 2007, youtube.com, abgerufen am 1. November 2020